# Chestiunea rusă
Chestiunea rusă (titlul original: în rusă Русский вопрос, transliterat: Russki vopros) este un film dramatic sovietic, 
realizat în 1948 de regizorul Mihail Romm, după piesa omonimă a scriitorului Konstantin Simonov, protagoniști fiind actorii Vsevolod Aksionov, Elena Kouzmina și Mihail Astangov. 
Premiera filmului a avut loc la 8 martie 1948.

## Conținut
McFerson și Guld, proprietari al unor ziare americane reacționare, desfășoară o campanie de defăimare a Uniunii Sovietice. Pentru a obține materiale proaspete, ei trimit un jurnalist, Harry Smith, în Uniunea Sovietică. Întors în Statele Unite, Smith s-a simțit incapabil să răspândească pretinsele minciuni. El decide să scrie adevărul despre regimul sovietic, lucru care i-a enervat pe angajatori. Ca urmare, Smith își pierde slujba și casa iar soția sa îl părăsește. Neputând să-și publice cartea, curajosul jurnalist începe să vorbească despre Uniunea Sovietică la numeroase întâlniri și conferințe...

## Distribuție
- Vsevolod Aksionov – Harry Smith
- Elena Kouzmina – Jessie
- Mihail Astangov – McFerson
- Mihail Nazvanov – Guld
- Boris Tenin – Bob Murphy
- Maria Barabanova – Meg
- Arkadi Ținman – Preston
- Boris Poslavski – Hardy
- Ghennadi Iudin – Parker
- Serghei Antimonov – Kessler
- Mihail Troianovski – Williams
- Viktor Dragunski – animateur la radio
- Ivan Bobrov – ouvrier
- Gheorghi Gheorghiu – frizer  (nemenționat)
- Vladimir Kirillin – jurnalist (nemenționat)
- Valentin Zoubkov – șoferul  (nemenționat)

## Premii
- Pentru acest film, Mihail Romm a primit Premiul Stalin în 1948.[1].